# Agelasta hirticornis
Agelasta hirticornis es una especie de escarabajo longicornio del género Agelasta, categorizada en la tribu Mesosini, de la subfamilia Lamiinae. Fue descrita por Gressitt en 1936.

## Descripción
Mide 9-14 mm de longitud.

## Distribución
Se distribuye por China.